# Outta Control (Remix)
"Outta Control (Remix)" is de vierde single van The Massacre, het tweede album van Amerikaanse rapper 50 Cent. Het is de remix van de originele versie van "Outta Control", maar de twee tracks lijken niet op elkaar. Hoewel beide tracks geproduceerd zijn door Dr. Dre en zijn co-producer Mike Elizondo, heeft de remix een andere beat, tekst en stijl. 50 Cent wilde aanvankelijk de track "Get In My Car" als vierde single uitbrengen, maar besloot een remix van "Outta Control" met Mobb Deep te maken, als promotie voor het net nieuw bij G-Unit getekende hiphhopduo. De track presteerde redelijk in veel landen, haalde bijvoorbeeld de 6e positie in de Billboard Hot 100 en de 7e positie in Engeland. In Nederland kwam de track op #27.
Bij de 'Special Edition' van The Massacre, die uitkwam op 6 september 2005, is de originele versie van "Outta Control" vervangen door de remix, maar de remix staat niet op de originele versie van het album.

## Credits[1]
- Geschreven door: A. Young, C. Jackson, K. Muchita, A. Johnson, M. Elizondo, M. Batson, C. Pope
- Geproduceerd door: Dr. Dre & Mike Elizondo
- Gemixt door: Dr. Dre
- Opgenomen door: Mauricio "Veto" Iragorri
- Geassisteerd door: Rouble Kapoor & Robert "Roomio" Reyes
- Keyboards door: Mark Batson & Mike Elizondo
- Gitaar door: Sean Cruse
- Productie coördinator: Larry Chatman

## Charts
| Chart                               | Hoogste positie |
| ----------------------------------- | --------------- |
| Australische ARIA Single Top 50     | 16              |
| Belgische Ultratop 50               | 10              |
| Duitse Single Top 100               | 8               |
| Engelse Single Top 75               | 7               |
| Franse Single Top 100               | 8               |
| Nederlandse Top 40                  | 27              |
| Oostenrijkse Single Top 75          | 18              |
| VS Billboard Hot 100                | 6               |
| VS Hot R&B/Hip-Hop Singles & Tracks | 11              |
| VS Hot Rap Tracks                   | 5               |
| Zwitserse Single Top 100            | 10              |